# Площадь похмелья
«Площадь похмелья», точный перевод названия — «Хэнговер-сквер» (англ. Hangover Square) — фильм нуар режиссёра Джона Брама, вышедший на экраны в 1945 году.
В основу фильма положен одноимённый роман 1941 года Патрика Хэмилтона, по пьесам которого были поставлены такие знаменитые психологические триллеры, как «Газовый свет» и «Верёвка». Написанный Берре Линдоном сценарий содержит некоторые существенные отличия от романа, в частности, действие перенесено из предвоенного Лондона 1939 года в викторианский Лондон 1899 года, а главный персонаж из светского алкоголика превратился в профессионального композитора.
Это второй «исторический нуар» режиссёра Джона Брама после фильма «Жилец» (1944), среди других наиболее известных картин этого субжанра — «Газовый свет» (1944), «Подозреваемый» (1944) и «Винтовая лестница» (1946).
Сыгравший главную роль в фильме актёр Лэйрд Крегар прославился созданием образов маньяков и негодяев в таких фильмах нуар, как «Ночной кошмар» (1940), «Оружие для найма» (1942) и «Жилец» (1944). Через два месяца после премьеры этого фильма Лэйрд Крегар умер от сердечного приступа в возрасте 31 года. Актриса Линда Дарнелл известна ролями в приключенческом фильме «Знак Зорро» (1940), вестерне «Моя дорогая Клементина» (1946), исторической приключенческой драме «Эмбер навсегда» (1947), нуарах «Падший ангел» (1945), «Выхода нет» (1950) и «Тринадцатое письмо» (1951).

## Сюжет
Действие фильма происходит в Лондоне в 1899 году. Композитор Джордж Харви Боун (Лэйрд Крегар) обнаруживает, что идёт по улице в районе Фулхем, отчаянно пытаясь вспомнить события последних часов и даже не подозревая, что только что убил торговца антиквариатом Огилби. Джордж приходит домой, в свою квартиру на Площади похмелья (Хэнговер). Там его дружески встречают близкая подруга, пианистка Барбара (Фэй Марлоу) и её отец, дирижёр сэр Генри Чепмен (Алан Напье). Сэр Генри очень рад прогрессу Джорджа в работе над новым концертом и предлагает включить его в программу своего торжественного вечера. Джордж благодарит сэра Генри за доброе отношение и поддержку. Чуть позднее Джордж доверительно сообщает Барбаре, что у него только что был очередной провал в памяти, и что он не может понять, откуда у него в кармане взялся кинжал с пятнами крови. В этот момент Джордж и Барбара слышат, как разносчик газет выкрикивает новости об убийстве в Фулхеме.
После этого случая Джордж решает последовать совету своего врача и сходить на консультацию к доктору из Скотленд-ярда Аллану Миддлтону (Джордж Сэндерс), который специализируется на проблемах сознания. Джордж рассказывает Миддлтону, что у него всегда были «чёрные провалы», но в последнее время они продолжаются дольше, и он опасается, что способен в этот момент на насилие. С помощью Миддлтона Джордж понимает, что это скорее всего связано со слишком напряжённой работой, и что такие припадки могут быть вызваны любым громким, диссонирующим звуком. Миддлтон обещает провести более глубокое исследование, после чего отправляет Джорджа домой.
Тем же вечером Миддлтон приходит к Джорджу и говорит, что тот наверняка не виновен в убийстве Огилби, так как кровь на его пальто была его собственной. А сомнительная репутация клиентов Огилби привела полицию к выводу, что его убили, а затем сожгли его магазин либо в качестве мести, либо чтобы скрыть следы ограбления. Миддлтон предостерегает Джорджа, чтобы тот не работал так много и советует ему побольше отдыхать, после чего Джордж отправляется в паб.
Там Джордж видит выступление молодой певицы Нетты Лонгтон (Линда Дарнелл), которая поражает его своей красотой. Приятель Джорджа, пианист Микки представляет его Нетте, с которой близко знаком. Однако Нетта не проявляет к Джорджу никакого интереса вплоть до того момента, когда он садится за фортепиано и начинает играть одну из своих восхитительных мелодий. Расчётливая Нетта начинает заигрывать с Джорджем, рассчитывая, что он станет писать для неё музыку. Первая же песня Джорджа приносит немалый доход Микки и Нетте, и Микки подталкивает Нетту к тому, чтобы она продолжила встречаться с Джорджем, несмотря на то, что он ей не нравится.
Однажды вечером Джордж приходит в ярость, узнав, что Нетта не пришла на свидание с ним ради того, чтобы выступить в ночном клубе для театрального продюсера Эдди Карстерса (Гленн Лэнгэн). Барбара, которая стала свидетельницей стычки Джорджа с Неттой, выражает недовольство тем, что он растрачивает свой талант на обычную певичку. Возбуждённое состояние Джорджа и услышанный им громкий шум приводят к очередному провалу в сознании. В состоянии беспамятства, Джордж тайком подбирается к Барбаре, пытаясь её задушить, но в последний момент останавливается и убегает незамеченным. Не подозревая, что на неё напал именно Джордж, Барбара ищет у него утешения, и он обещает ей завершить свой концерт. Джордж вновь начинает усердно работать над своим сочинением.
Несколько дней спустя к нему приходит Нетта, делая ему выговор за то, что он перестал обращать на неё внимание. Джордж объявляет Нетте, что между ними всё кончено. Однако покорённый её чарами, Джордж забывает о своём концерте и снова начинает писать песни для премьеры Нетты в театре Карстерса. Полагая, что Нетта пообещала остаться с ним навсегда, Джордж через неделю делает ей предложение и с ужасом узнаёт, что она помолвлена с Карстерсом. Джордж пошатываясь бредёт домой, но громкий звук вновь приводит его в бессознательное состояние. Он возвращается в гостиницу к Нетте и душит её. Действие происходит в Ночь Гая Фокса, когда по всему городу пылают праздничные костры и запускаются фейерверки, Завернув тело Нетты в ковёр, и покрыв её лицо маской, Джордж несёт его по улицам среди гуляющей толпы и кладёт на вершину огромного костра Гая Фокса. Тело Нетты сгорает, а вместе с ним и доказательства причастности Джорджа к её убийству.
Полиция сбита с толку исчезновением Нетты. У Миддлтона тем временем возникают подозрения в связи с отчётами о том, что Джордж вёл себя подозрительно в тот день, когда Нетту видели последний раз. Джордж отрицает какие-либо преступные действия со своей стороны и продолжает работу над концертом. Тем временем всё новые улики заставляют Миддлтона ещё несколько раз допросить Джорджа. В день, когда должен состояться праздничный вечер сэра Генри, Миддлтон просит Джорджа прийти в Скотленд-ярд, но Джордж запирает его в помещении для хранения угля и отправляется на концерт в дом Чепменов.
Во время концерта, которым дирижирует сэр Генри, а Джордж исполняет сольную партию фортепиано, им начинают овладевать воспоминания об убийстве Нетты. Прямо во время выступления Джордж выбегает за кулисы, и Барбара занимает его место у рояля, продолжая исполнение концерта. Джордж полностью сознаётся появившемуся в доме Миддлтону в совершённом преступлении. Миддлтон осторожно говорит Джорджу, что тот не несёт ответственности за свои поступки. Но когда начальник полиции требует, чтобы Джордж был арестован ещё до завершения концерта, Джордж вырывается из рук полиции и поджигает дом Чепменов. Полностью обезумев, Джордж доигрывает финал концерта в полыхающем вокруг него зале, а Миддлтон уверяет встревоженных Барбару и сэра Генри, что «так будет лучше».

## В ролях
- Лэйрд Крегар — Джордж Харви Боун
- Линда Дарнелл — Нетта Лонгтон
- Джордж Сэндерс — доктор Аллан Миддлтон
- Гленн Ланган — Эдди Карстерс
- Фэй Марлоу — Барбара Чепмен
- Алан Напье — сэр Генри Чепмен
- Фрэнсис Форд — Огилби, фулемский торговец антиквариатом (в титрах не указан)

## Оценка критики
Журнал «Вэрайети» положительно оценил фильм отметив, что «„Улица похмелья“ — это жуткая мелодрама с убийством в Лондоне эпохи газового света — ещё один типичный пример творчества Патрика Хэмилтона. Фильм построен не вокруг раскрытия тайны преступления. Сумасшедший-убийца известен с самого начала… Лэйрд Крегар в роли сумасшедшего-убийцы наглядно демонстрирует прямо-таки физическое ухудшение здоровья, что связано с его диетой, которая как говорят, стала одной из причин смерти (актёра)… Фильм выполнен по классу А, в том числе и режиссура Джона Брама, особо следует отметить музыку Бернарда Херрманна».
Журнал «Тайм-аут» написал о фильме: «Поставленный по мотивам романа Патрика Хэмилтона, этот фильм является немного неловкой попыткой повторить успех „Жильца“, он сделан чрезвычайно стильно при воссоздании образа Лондона эдвардианской эпохи, но всё-таки ему не удаётся в полной мере повторить то же ощущение тонкого психологического кошмара. Исполняя роль композитора, который страдает от смертоносных провалов сознания, наступающих в результате диссонансных звуков (отличный ход для введения музыки Бернарда Херрманна), Крегар — в своём последнем фильме — вновь выдаёт великолепную по своей раздвоенности игру; а Дарнелл восхитительна в роли расчётливой певички, которая соблазняет его, вынуждая растрачивать свой талант на снабжение её популярными песенками. Но со сценарием, который использует исторический фон для латания дыр, Брам иногда вынужден отвечать избыточностью Гран-Гиньоля, как кульминация, которая обеспечивает пылающий апофеоз в концертном зале для композитора и его наконец завершённого концерта; поднятый до слишком истеричной и грандиозной ноты, этот финал не вполне рифмуется с великолепным эпизодом ранее, в котором Крегар, никому не известный в толпе празднующих день Гая Фокса, по воле случая предаёт тело Дарнелл костру».
Критик Джонатан Розенбаум написал в «Чикаго ридер» следующее: «Джон Брам, барокковый стилизатор 1940-х годов, более всего известный своим фильмом „Медальон“ и римейком „Жильца“ Альфреда Хичкока, поставил этот замечательный викторианский готический фильм о нервном и темпераментном композиторе (Лэйрд Крегар), который окончательно сходит с ума после того, как его возлюбленная (Линда Дарнелл) предаёт его. Бернард Херрманн, который сам является нервным и темпераментным композитором, написал музыку к фильму. Каким-то образом Крегар загримирован так, что выглядит очень похожим на него».